# Aldan (République de Sakha)
Pour les articles homonymes, voir Aldan.
Aldan (en russe : Алдан) est une ville de la République de Sakha (Iakoutie), en Russie, et le centre administratif du raïon du même nom. Sa population s'élevait à 20 700 habitants en 2017.

## Géographie
Aldan est située sur le plateau de l'Aldan, en Sibérie, à 451 km au sud-ouest de Iakoutsk, capitale de la Iakoutie, et à 4 920 km à l'est de Moscou. Elle est arrosée par la rivière Seligdar, un affluent de l'Aldan.

## Histoire
La localité a été créée à la suite de la découverte de gisements d'or dans la région en 1923. En 1932, elle accède au statut de ville et reçoit son nom actuel — son nom d'origine Nezametny signifiait « trou », « lieu sans intérêt ». C'est un centre d'extraction d'or, de mica, d'uranium et de terres rares.

## Population
Recensements (*) ou estimations de la population
| 1939*  | 1959*  | 1970*  | 1979*  | 1989*  | 2002*  | 2010*  |
| ------ | ------ | ------ | ------ | ------ | ------ | ------ |
| 14 000 | 12 358 | 17 689 | 20 173 | 27 090 | 24 715 | 21 275 |

| 2012   | 2013   | 2014   | 2015   | 2016   | 2017   | - |
| ------ | ------ | ------ | ------ | ------ | ------ | - |
| 21 673 | 21 538 | 21 364 | 21 092 | 20 892 | 20 700 | - |

## Transports
La ville possède une gare sur la ligne ferroviaire AIAM (Amour-Iakoutsk Magistrale) qui se débranche du Transsibérien et doit relier à terme Iakoutsk (le dernier tronçon est en construction). Aldan est située sur la route fédérale A-360, qui va de Never sur le chemin de fer Transsibérien à Iakoutsk. Aldan dispose d'un aéroport.